# Fortaleza de São João Batista da Ilha Terceira

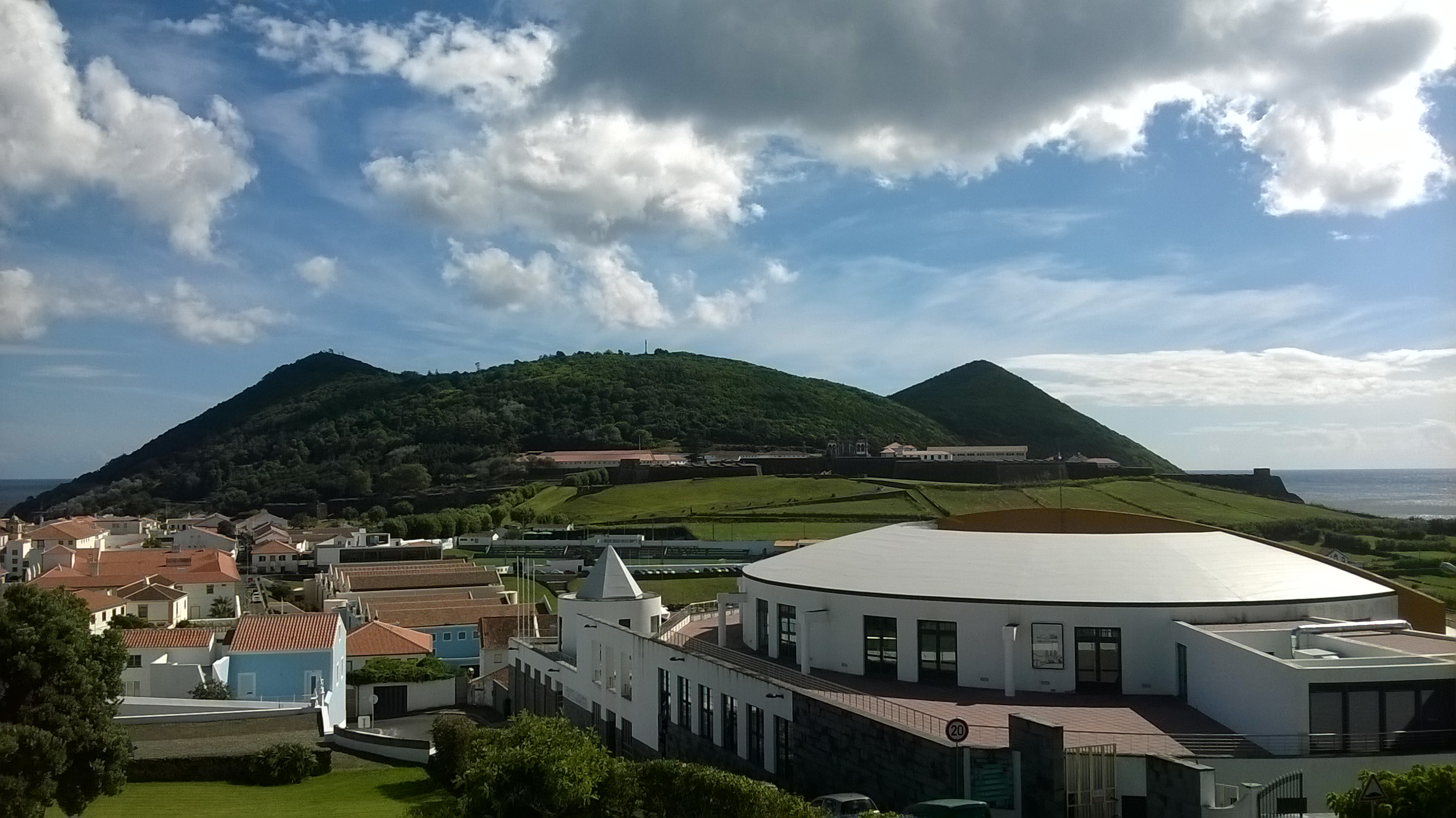
Monte Brasil, Angra do Heroísmoː vista panorâmica a partir de Santa Luzia.

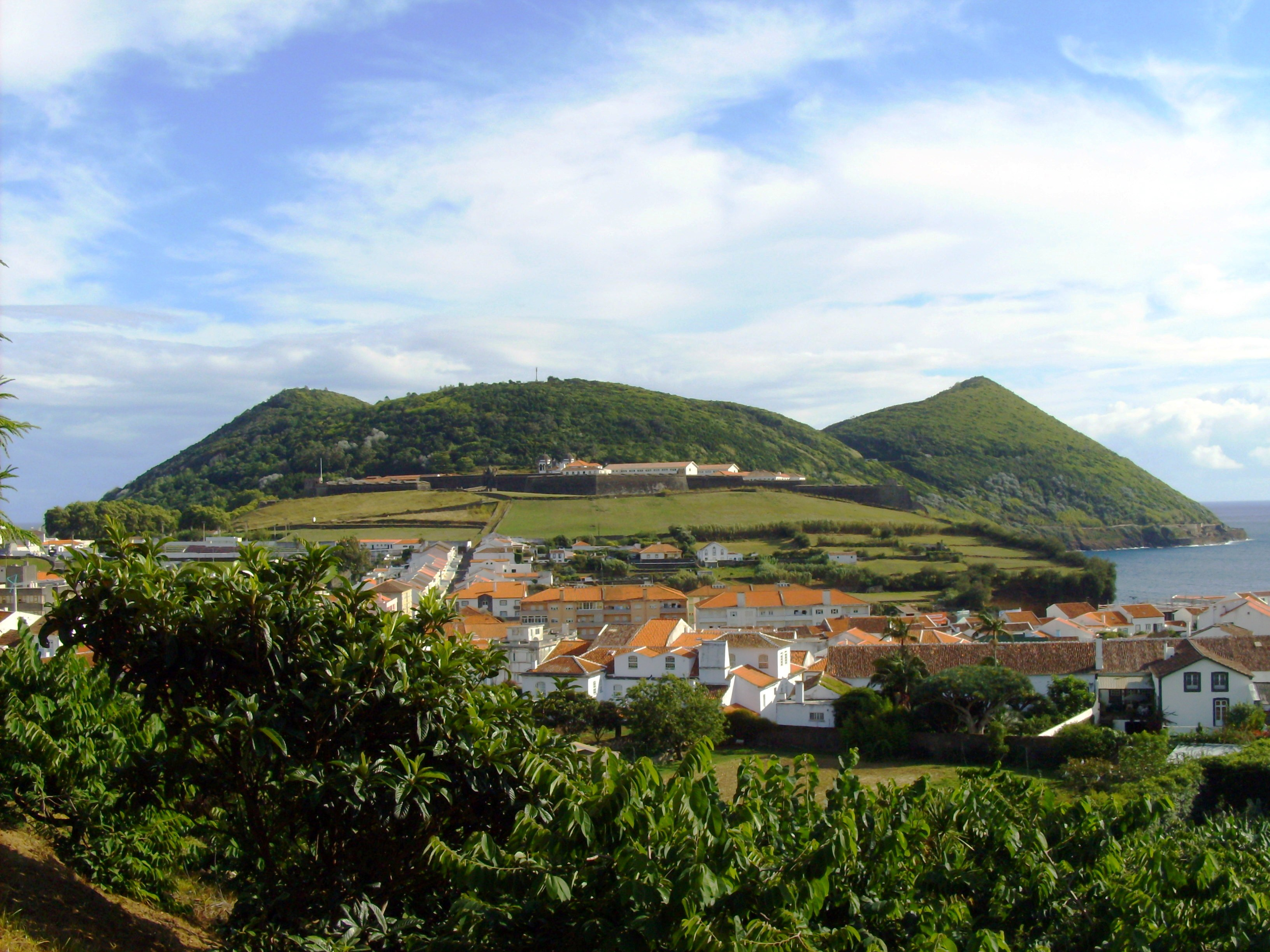
Fortaleza de São João Baptista: panorâmica das muralhas filipinas que fecham o istmo.

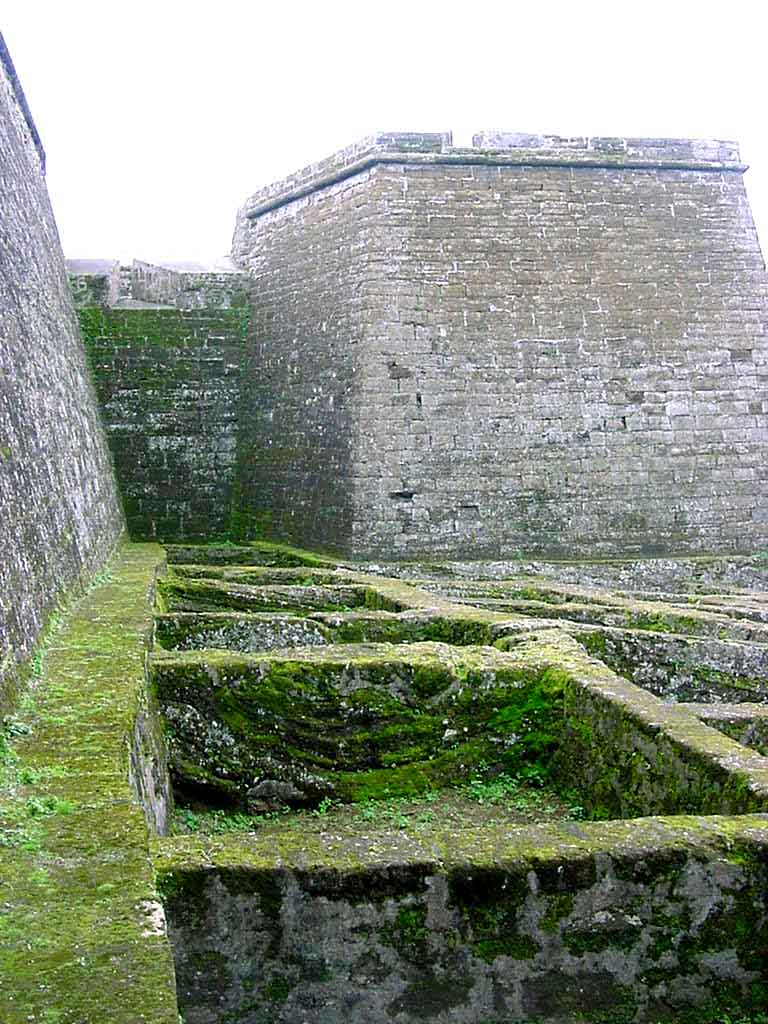
Fortaleza de São João Batista: aspecto das "bocas de lobo" diante das muralhas.

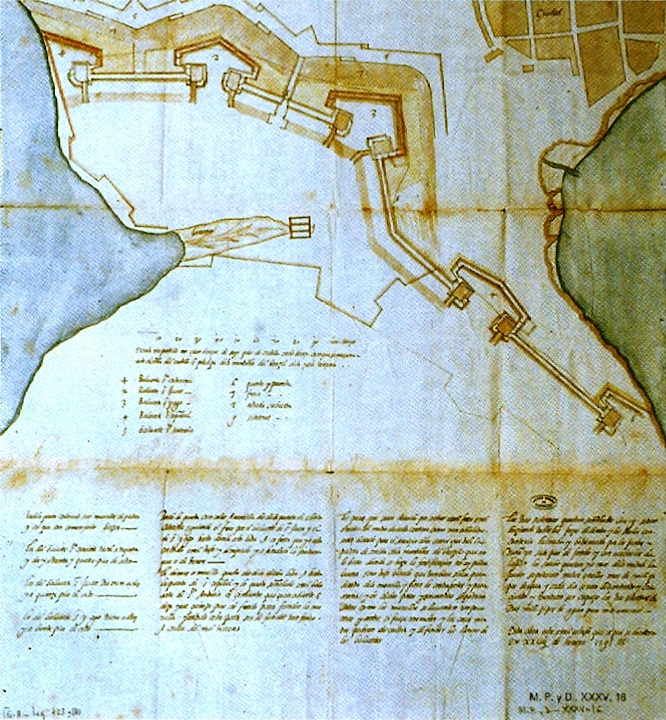
Forte de São Filipe do Monte Brasil (Autor desconhecido, 1595, Arquivo Geral de Simancas.

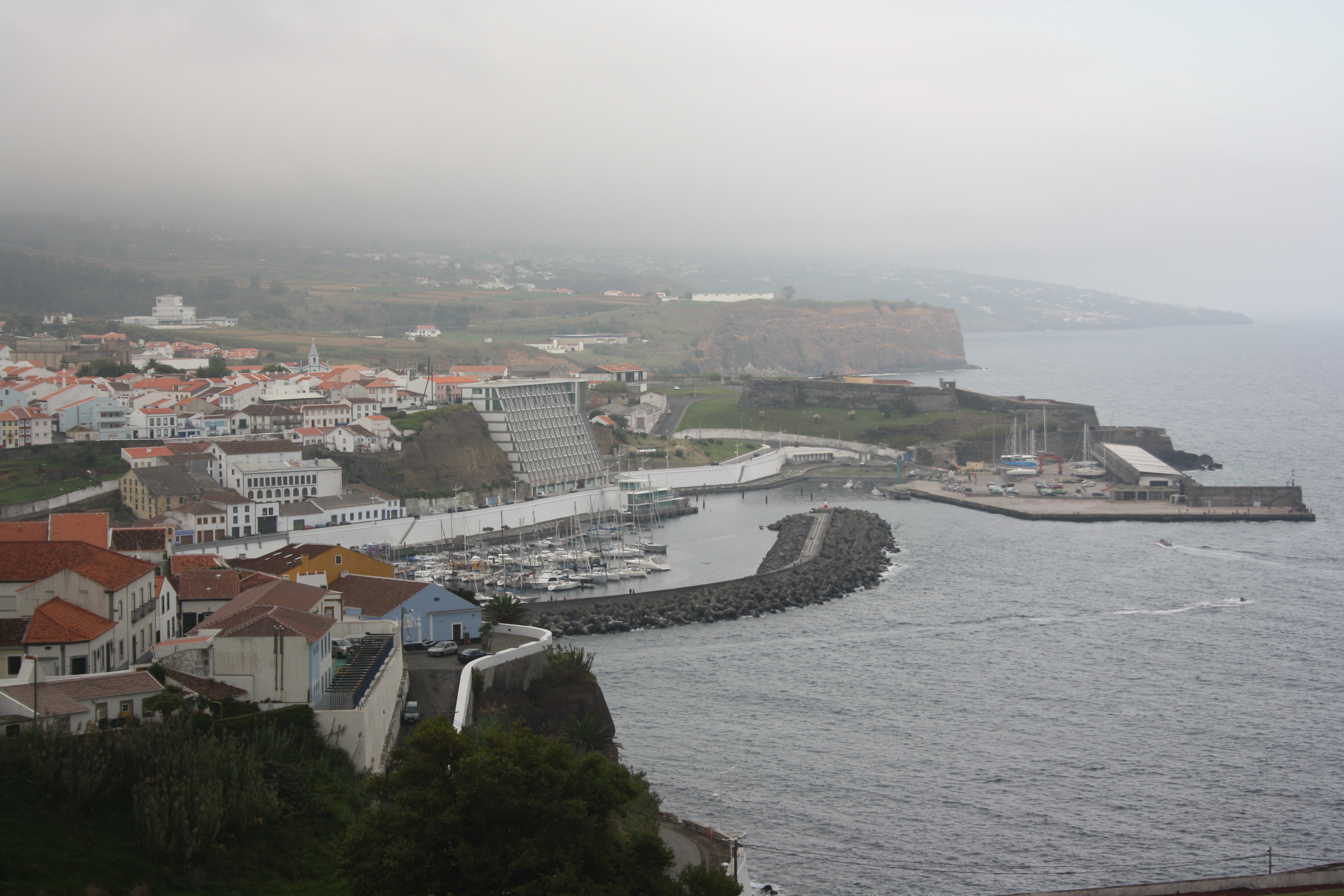
Fortaleza de São João Baptista: vista da baía de Angra.

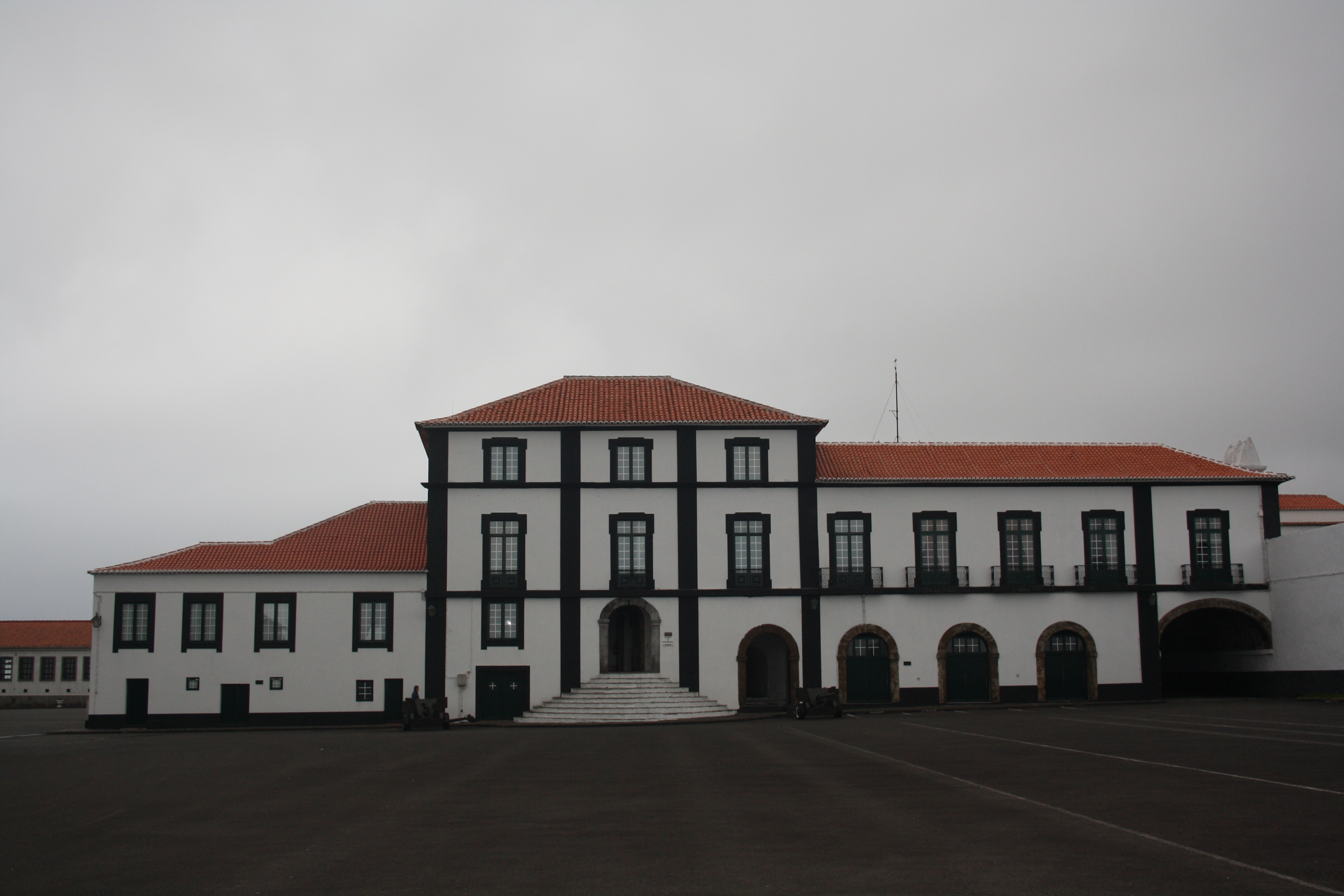
Palácio do Governador.

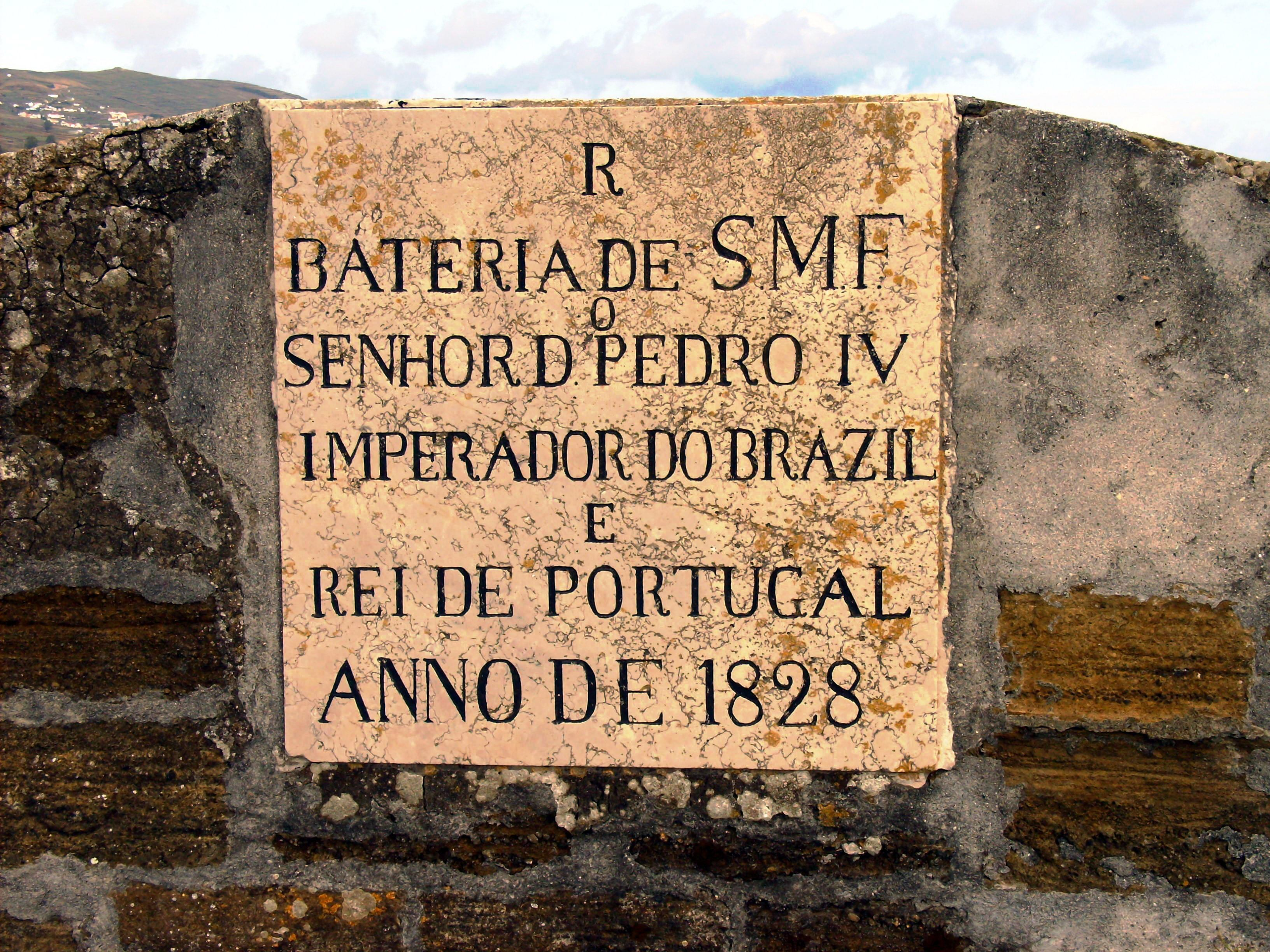
Fortaleza de São João Baptista: Bateria de D. Pedro IV (1828).

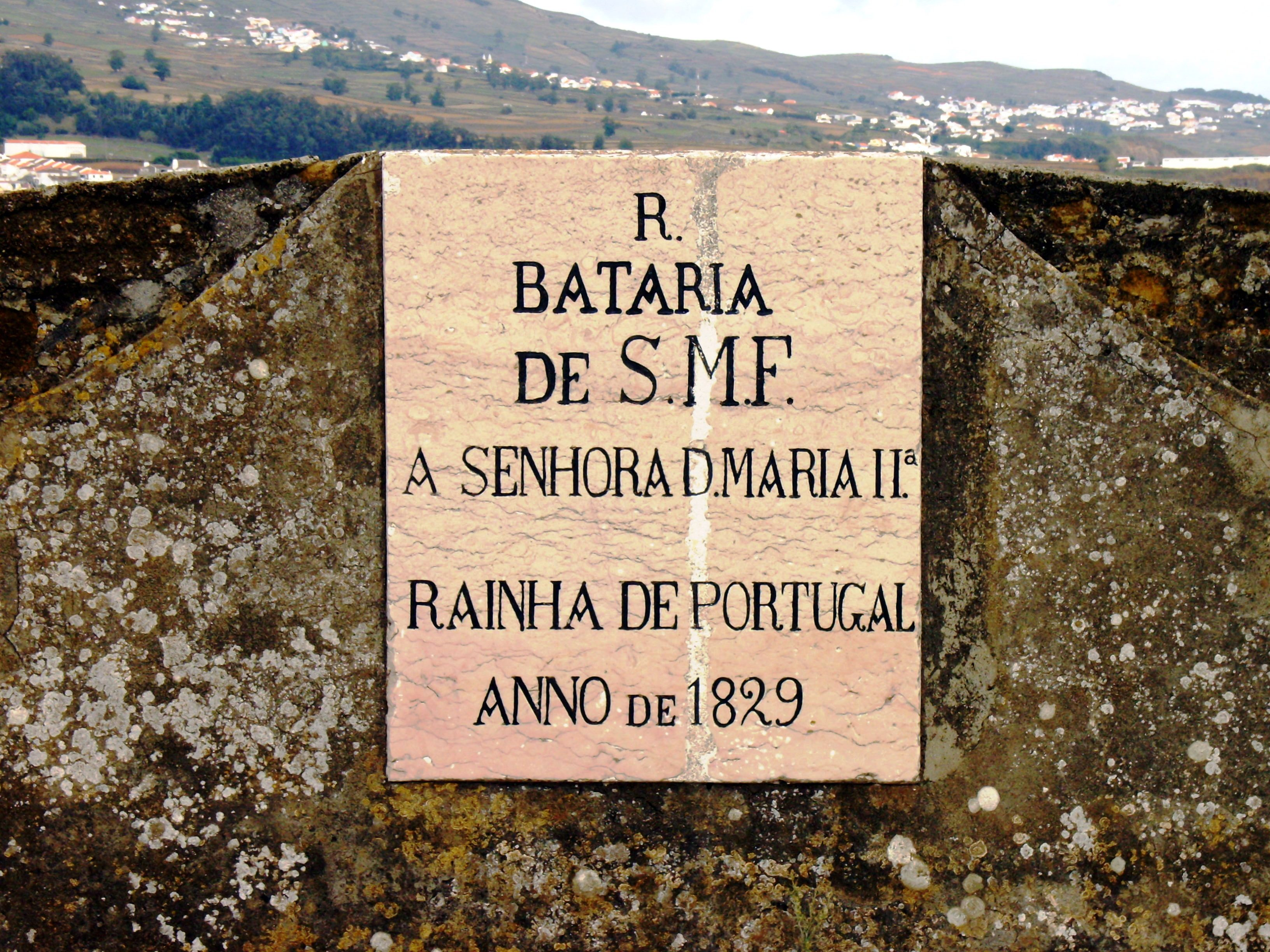
Fortaleza de São João Baptista: Bateria de D. Maria II (1829).

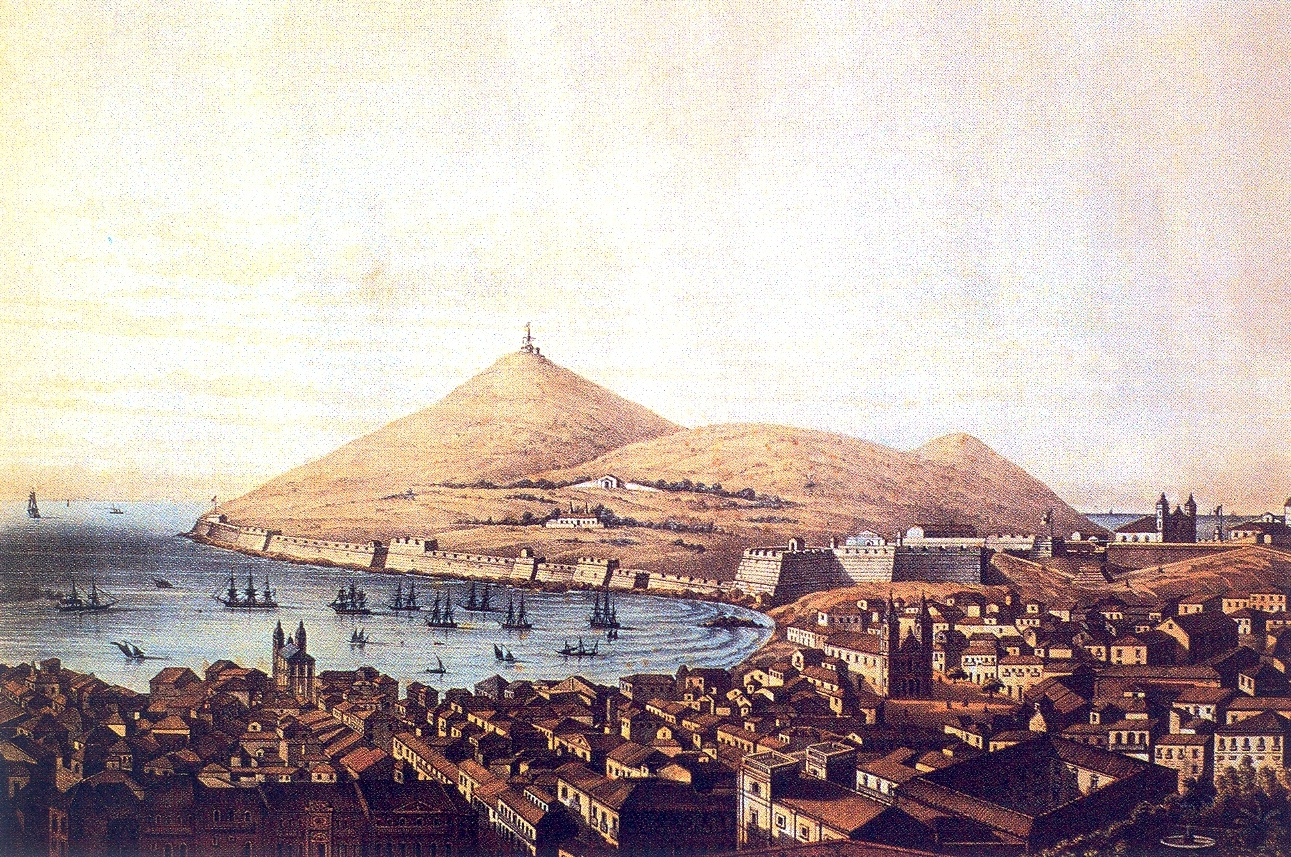
"A Baía de Angra do Heroísmo, Ilha Terceira, com embarcações e a Fortaleza de S. João Baptista". Gravura de Lebreton (1850), Biblioteca Nacional do Brasil, Rio de Janeiro.

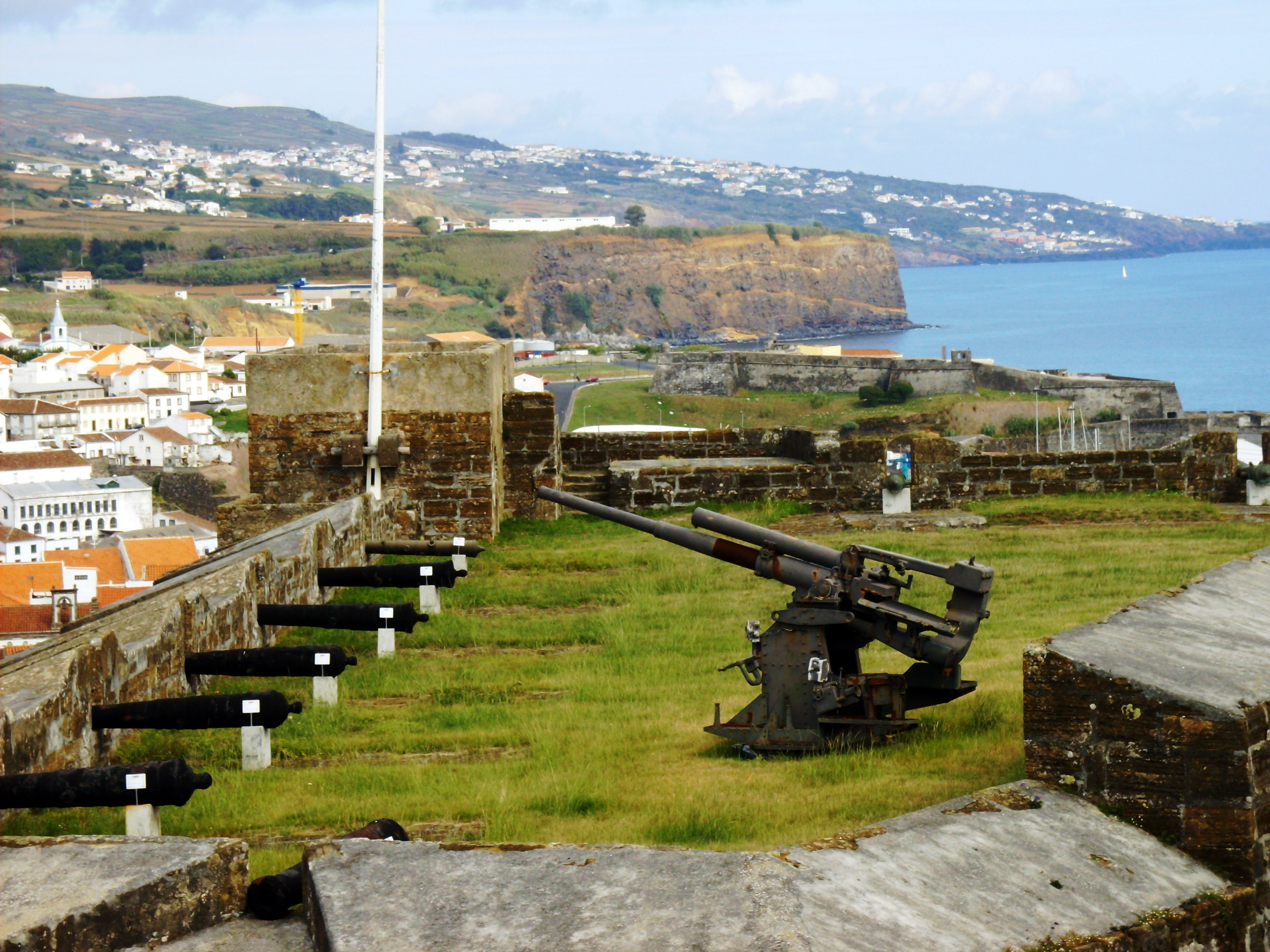
Fortaleza de São João Baptista: núcleo museológico de armaria sob a responsabilidade do Museu de Angra do Heroísmo.

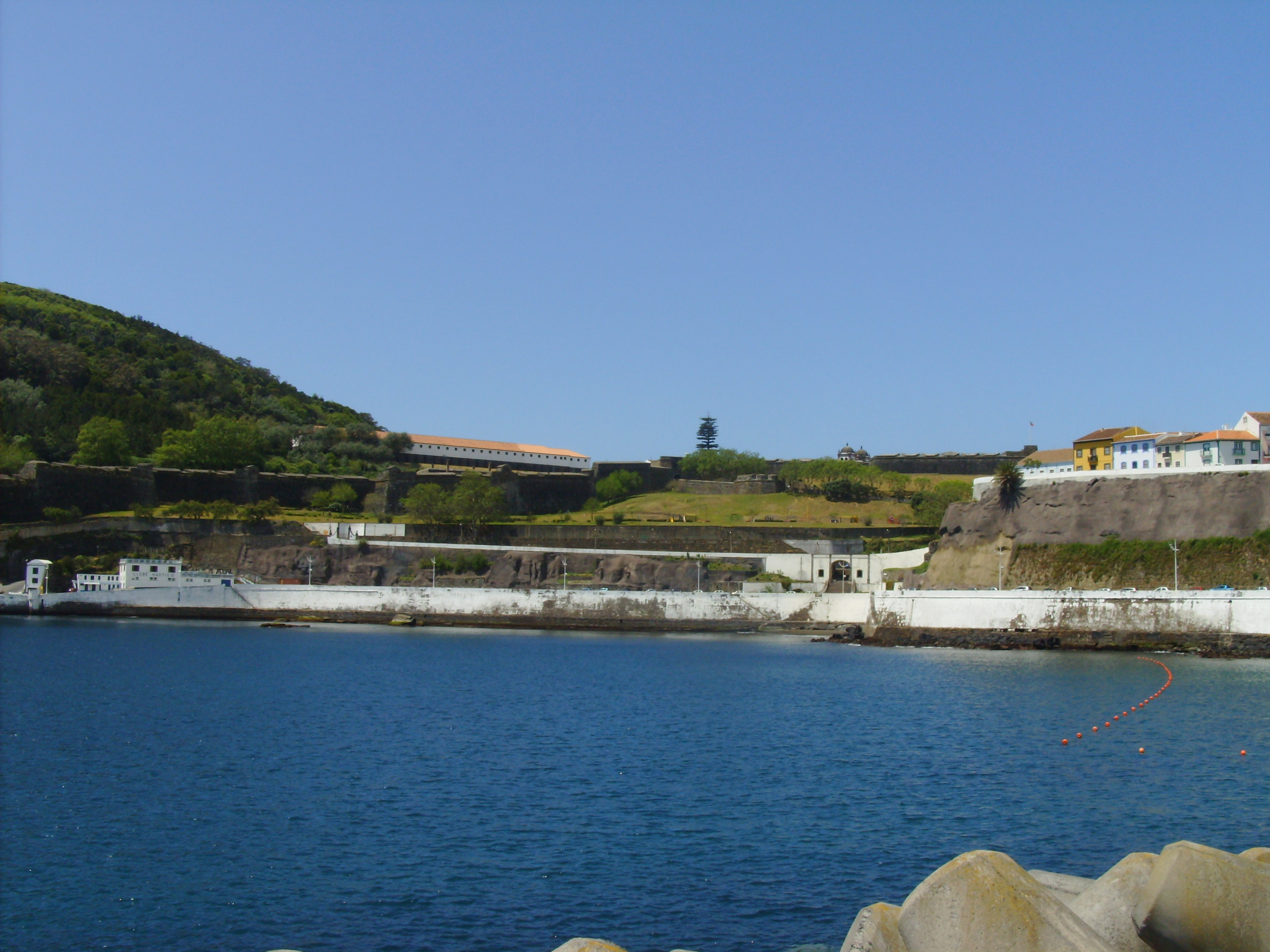
Baía de Angra: ao fundo as muralhas da Fortaleza de São João Baptista do Monte Brasil.

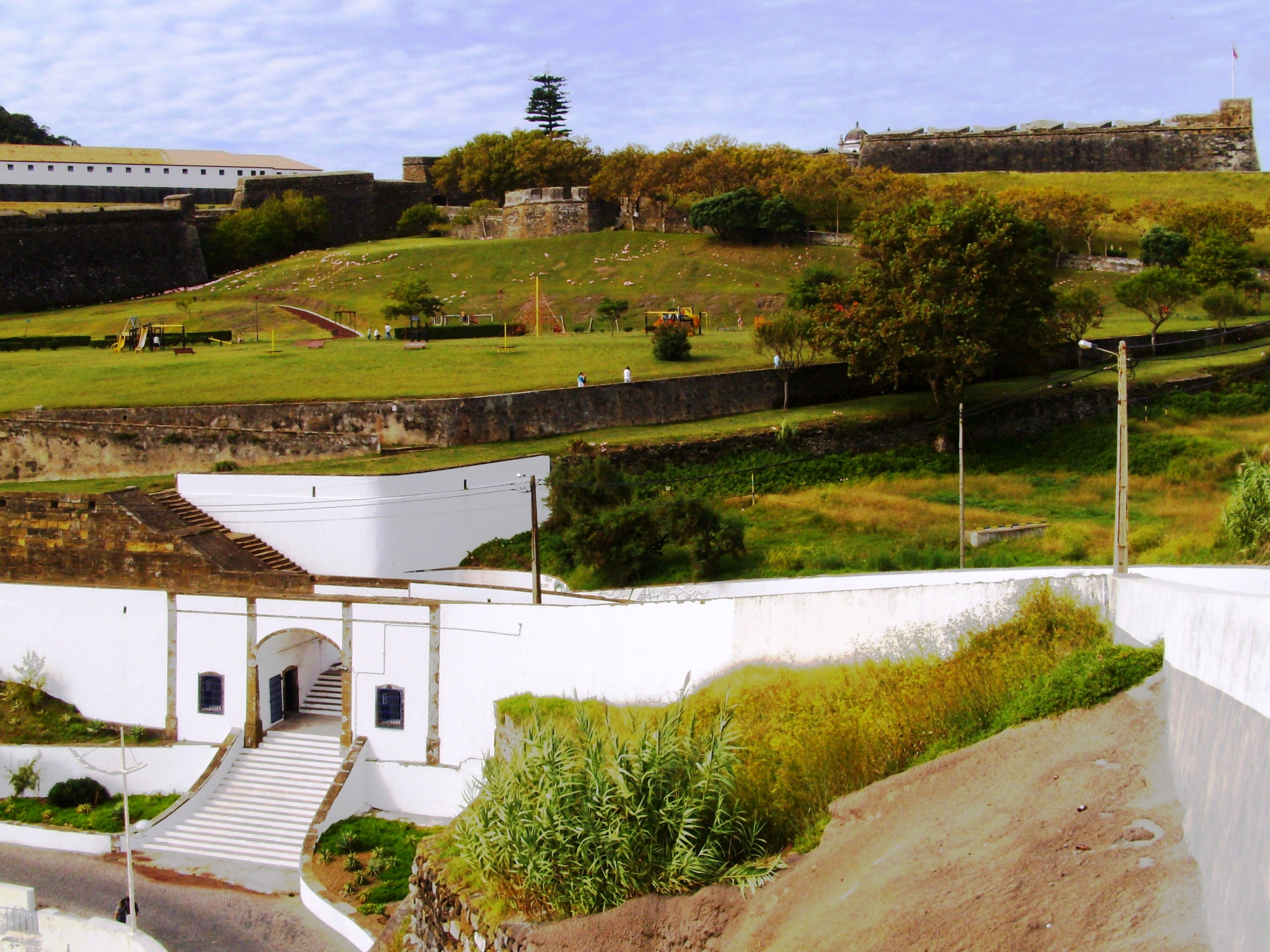
Porta do Portinho Novo.

A Fortaleza de São João Baptista, formalmente denominada como Prédio Militar nº 001/Angra do Heroísmo, mas também referida como Castelo de São João Baptista, Castelo de São Filipe, Fortaleza de São Filipe ou simplesmente Fortaleza do Monte Brasil, localiza-se na freguesia da Sé, na cidade e município de Angra do Heroísmo, na costa sul da ilha Terceira, nos Açores. Construída entre 1593 e 1636, a fortificação manifesta o desejo de consolidação do poder de Espanha nos oceanos, a criação de uma base inexpugnável capaz de conter o livre acesso dos rivais europeus à Índia e Novo Mundo e de defender o primado da navegação ibérica para o Ultramar.
Em posição dominante sobre o istmo da península do Monte Brasil, no lado ocidental da baía de Angra, e oriental da baía do Fanal, integra um complexo defensivo iniciado durante a Dinastia Filipina (1580-1640). Devido ao seu porte, constitui-se na mais importante fortificação dos Açores, estruturada como um dos vértices do triângulo defensivo estratégico espanhol que, à época, protegia as frotas da prata americana, da Carreira da Índia e do Brasil. Os outros vértices apoiavam-se nos complexos fortificados de Havana, na ilha de Cuba, e de Cartagena das Índias, na Colômbia.
A sua construção correspondeu a uma mudança na conceção do sistema defensivo da ilha, com influência direta na defesa das ilhas dos Açores, baseada essencialmente numa fortificação com uma inexpugnável frente terrestre e abandonando a ideia de de defesa em linha. Não sendo possível manter todo o perímetro fortificado densamente guarnecido, o sistema defensivo baseava-se na grande mobilidade das forças de defesa, com vigilância apertada em toda a frente e na rápida deslocação das tropas para o troço da muralha que estivesse sujeito à ameaça do ataque iminente.
É ainda, juntamente com a Fortaleza da Aguada, em Goa, na Índia, uma das mais vastas fortificações remanescentes na actualidade. Em nossos dias constitui-se no quartel do Regimento de Guarnição nº 1 (RG1) - Regimento de Angra do Heroísmo.
A Fortaleza de São João Baptista conjuntamente com a Igreja de São João Baptista encontra-se classificada como Imóvel de Interesse Público desde 1943.

## História

### Antecedentes
O estudo para a defesa das ilhas do arquipélago dos Açores, contra os assaltos de piratas e corsários, atraídos pelas riquezas das embarcações que aí aportavam, oriundas da África, da Índia e do Brasil, iniciou-se em meados do século XVI. Bartolomeu Ferraz, numa recomendação para a fortificação dos Açores apresentada a João III de Portugal em 1543, chama a atenção para a importância estratégica do arquipélago:
"E porque as ilhas Terceiras inportão muito assy polo que per ssy valem, como por serem o valhacouto e soccorro mui principal das naaos da India e os francesses sserem tão dessarrazoados que justo rei injusto tomão tudo o que podem, principalmente aquilo com que lhes parece que emfraquecem seus imigos, (...)."
E nomeadamente sobre Angra: "(...) e porque a ilha da Angra he a mais importante nesta dobrar mais a força."
Ainda sob o reinado de D. João III (1521-1557) e, posteriormente, sob o de Sebastião I de Portugal (1568-1578), foram expedidos novos Regimentos, reformulando o sistema defensivo da região, tendo-se destacado a visita do arquiteto militar italiano Tommaso Benedetto ao arquipélago, em 1567, para orientar a sua fortificação. Como Ferraz anteriormente, este profissional compreendeu que, vindo o inimigo forçosamente pelo mar, a defesa deveria concentrar-se nos portos e ancoradouros, guarnecidos pelas populações locais sob a responsabilidade dos respectivos concelhos.

### A Dinastia Filipina
A Fortaleza do Monte Brasil foi erguida no contexto da Dinastia Filipina (1580-1640), após a conquista da Terceira pelas tropas espanholas sob o comando de D. Álvaro de Bazán, 1º marquês de Santa Cruz de Mudela (1583), e no contexto da Guerra Anglo-Espanhola (1585-1604), onde tiveram papel destacado a acção de corsários como Francis Drake (1587) e Robert Devereux, 2º conde de Essex, cujo imediato, Walter Raleigh, atacou a Horta no Verão de 1597.
A sua função era múltipla:
- a de protecção do porto de Angra e das frotas coloniais que nele se abrigavam à época, contra os assaltos de piratas da Barbária e de corsários protestantes naquele trecho do Atlântico Norte, uma vez que era nos Açores que as embarcações de torna-viagem deveriam reunir-se, para juntas cumprirem a última etapa de navegação até à Península Ibérica, sob escolta da Armada das Ilhas; e
- a de aquartelar as tropas espanholas deixadas pelo marquês de Santa Cruz para a defesa da ilha.

As suas obras foram iniciadas em 1593, data do lançamento de sua primeira pedra, no baluarte de Santa Catarina (ângulo Noroeste), em cerimónia presenciada pelo governador do presídio (estabelecimento militar), D. Antonio de la Puebla e pelo bispo de Angra, D. Manuel Gouveia (ARAÚJO, 1979:79), com projectos dos engenheiros militares italianos Giovanni Vicenzo Casale e seus discípulos, Tiburzio Spannocchi e Anton Coll (Antão Colla). Se, no essencial, o esquema defensivo da fortificação se deve a Spannocchi que o concebeu em ou após passagem pela ilha em 1583-1584, como integrante da Armada do marquês de Santa Cruz, as soluções práticas de sua implantação no terreno terão, certamente, a marca de Coll, que desde o início acompanhou os trabalhos em Angra até à sua morte, em 1618 (BRAZ, 1985:311).
Foi denominada como Fortaleza de São Filipe em homenagem ao soberano, Filipe II de Espanha (1556-1598). Por dificuldades diversas os trabalhos estenderam-se até ao governo de D. Diogo Fajardo (1628-1639). Datam deste período a abertura da cisterna, composta por três corpos interligados, e com capacidade para 3.000 pipas, assim como a cavalariça, sobre a qual se ergue o atual Palácio do Governador, e a ermida de Santa Catarina de Sena, posteriormente colocada sob a invocação do Espírito Santo.
A mão-de-obra empregada nos trabalhos, constituída por expressivo número de canteiros e pedreiros locais, foi, em grande parte, fornecida por condenados às galés - encaminhados às obras da fortaleza -, e por soldados do presídio, mais particularmente aqueles punidos a nelas serem inscritos, numa prática iniciada pelo governador Diogo de Miranda Queiroz, mas que conheceu o seu auge no governo de Diogo Fajardo. É discutível a afirmação de autores como ARAÚJO (1979) de que a fortaleza foi erguida com a mão-de-obra de centenas de açorianos condenados a trabalhos forçados, com base na afirmativa do padre Maldonado que referiu "...foi feita com pragas, suor e sangue." (op. cit., p. 81). Tanto os Terceirenses quanto os habitantes das demais ilhas, entretanto, suportaram tributos, cujas receitas foram aplicadas nas obras desta fortificação.

### A Restauração da Independência
Quando da Restauração da Independência em Portugal (1640), as forças espanholas, sob o comando do Mestre-de-Campo D. Álvaro de Viveiros, aqui resistiram durante onze meses – de 27 de Março de 1641 a 4 de Março de 1642 –, ao cerco que lhes foi imposto por forças portuguesas, compostas pelas Ordenanças da Terceira às quais se juntaram as das demais ilhas, sob o comando de Francisco Ornelas da Câmara e João de Bettencourt.
Tendo rendido-se com honras militares, foi-lhes permitido retirarem-se com as armas pessoais assim como duas peças de artilharia de bronze e respectiva munição. Os espanhóis deixaram para trás cento e trinta e oito peças de ferro e bronze de diversos calibres, trezentos e noventa e dois arcabuzes, cerca de quatrocentos mosquetes e copiosa munição (ARAÚJO, 1979:80).
Na posse portuguesa, o conjunto foi colocado sob a invocação de São João Baptista, em homenagem a D. João IV de Portugal, erguendo-se a igreja, sob a invocação do mesmo padroeiro, a partir de 1645.
Há notícia de que, em 1658, se fazia "um baluarte na parte mais necessitada desta fortaleza (...) com que fica fechada por todas as partes de que muito necessitava" (SOUSA, 1996), embora não se consiga precisar a natureza dessas obras: se de construção, reconstrução ou manutenção. Do mesmo modo, em 1662 "corriam as obras do Castelo, cuja despesa de jornais e macames concernentes a elas valiam quase tanto como os mesmos soldos dos soldados e oficiais" (MALDONADO, 1990, 2:380).
Na segunda metade do século XVII, os paióis da fortaleza abasteciam de pólvora as demais fortificações da Ilha. Na cidadela da fortaleza habitavam não apenas os militares solteiros, mas também os casados (com as respectivas famílias) e os reformados (solteiros ou não). Nas encostas do Monte Brasil, mantinham as suas culturas de subsistência. Em finais do século, a irmandade do Espírito Santo do Castelo constituía-se em uma das mais ricas da cidade.

### O século XVIII
No contexto da Guerra da Sucessão Espanhola (1702-1714) encontra-se referida como "A fortaleza de S. Joam Baptista sobre o porto, e cidade: hé Bispado. Tem a grande peça Malaca de 36 libras, veyo da Índia." na relação "Fortificações nos Açores existentes em 1710".
O padre António Cordeiro, no início do século XVIII, descreveu a povoação de Angra e a cidadela no interior da Fortaleza de São João Baptista:
"Para o Poente correm tantas ruas, ou quartéis de casas de pedra e cal, de dois sobrados, que podem alojar quinhentos soldados e ordinariamente tem trezentos vizinhos [...] Conta a cidade de Angra de seis freguesias, (contando também por freguesia a nobre povoação que está no grande Castelo, e lá tem capelão-mor (...)".
Com a instalação da Capitania Geral dos Açores, os seus quartéis foram objeto de inspeção e relatório por parte do Sargento-mor Engenheiro João António Júdice, ainda em 1766. De maneira geral este encontrou-lhe os quartéis de tropa em condições do "(...) mais deplorável estado (...) reduzidos aos últimos limites da ruína (...).", necessitando de quartéis para oficiais, casa de prisão, armeiros para as companhias, guaritas e cumuas, e diversos reparos.
O mesmo oficial, no ano seguinte (1767), apresentou relatório sobre a fortificação em si, especificando o estado em que se achava, assim como o que necessitava para a sua regular defesa, em termos de reparações, obras complementares, artilharia, munições e petrechos, com a observação de que a artilharia existente à época, era a mesma recebida dos Castelhanos quando da capitulação destes, em 4 de março de 1642.
Posteriormente, ainda no mesmo século, nas suas dependências foram estabelecidas algumas oficinas de aprendizagem, que perduraram até ao século XIX.[carece de fontes?]

### O século XIX e a Guerra Civil
Encontra-se identificada na "Planta do Castelo de S. João Baptista e da Cidade de Angra (...)", de autoria do sargento-mor do Real Corpo de Engenheiros, José Rodrigo de Almeida (1805).
No contexto da Revolução do Porto (1820), foi nesta fortaleza que eclodiu o primeiro movimento revolucionário de cunho liberalista nos Açores, liderado pelo antigo Capitão-general, brigadeiro Francisco António de Araújo e Azevedo, a 2 de abril de 1821, debelado no contra-golpe que se sucedeu, na noite de 3 para 4 de abril.
SOUSA (1995), em 1822, ao descrever Angra refere:
"(...) A Praça desta cidade, que se denomina Castelo de São João Baptista, nome que toma da sua Igreja, onde há 1º e 2º capelão, é fortificado por 366 peças, guarnecido pelo 1º Batalhão de Linha dos Açores, e por um regimento de Milícia Nacional que toma o nome da Cidade. Esta praça uma das mais célebres da Europa, foi mandada construir por Filipe II em 1591, para ali dar um seguro asilo à rica navegação que de Ásia, América e África, passava então para a Península. Ela ocupa o grande Monte Brasil de uma légua de circunferência e na altura de uma milha, pegado ao meio da Cidade quase por um istmo e virado a sueste.".
Posteriormente, no contexto da Guerra Civil Portuguesa (1828-1834), foi aqui que o Batalhão de Caçadores nº 5, restaurou os direitos de Pedro IV de Portugal e a Carta Constitucional, a 22 de Junho de 1828, hasteando, pela primeira vez, o pavilhão azul e branco da monarquia constitucional; como reconhecimento esta unidade recebeu, da rainha Maria II de Portugal, um pavilhão bordado por ela a fios de ouro.
Também aqui foi instalada, por Ordem da Junta Governativa datada de 7 de Maio de 1829, uma Casa da Moeda, onde se fundiram, em areia, com o bronze dos sinos da Terceira, os "malucos", moedas de 80 réis, conforme o modelo da peça em ouro cunhada no Rio de Janeiro, no governo do Príncipe-regente D. João. Pouco tempo depois, por determinação da mesma Junta, esta moeda passou a correr com o valor de 100 réis.
Ainda em 1829, o seu fogo combinado com o da Forte de São Sebastião afastaram a esquadra miguelista da baía de Angra.
A "Relação" do marechal de campo Barão de Bastos em 1862 informa que se encontra em bom estado de conservação, e observa:
"Deve ser conservado, por que pode considerar-se como uma cidadela importante da Cidade, e de toda a Ilha; é o ponto militar de maior importancia do Archipelago, e um padrão das primeiras victorias da liberdade contra a uzurpação."
No fim do século esteve detido, nas dependências da fortaleza, o régulo Gungunhana, de 1896 até à sua morte, em 23 de Dezembro de 1906.

### Do século XX aos nossos dias
No século XX, durante a Primeira Guerra Mundial, as dependências do forte foram utilizadas, entre 1916 e 1919, como "Depósito de Concentrados", súbditos alemães obrigados a permanecer em Portugal por força das determinações que se seguiram à declaração de guerra.
Posteriormente outras dependências foram utilizadas como prisão política pelo Estado Novo português, tendo aqui sido criado, em 1933, um presídio militar, e, em 1943, o "Depósito de Presos de Angra".
Em meados do século, o plano da Comissão da Avaliação das Novas Infra-estruturas das Forças Armadas (CANIFA) conduziu à demolição dos edifícios do terrapleno oeste da fortaleza, bem como de alguns a leste da Igreja da Fortaleza.
O conjunto da fortaleza e da igreja encontra-se classificado como Imóvel de Interesse Público pelo Decreto n.º 32.973, de 18 de Agosto de 1943, e inscrito no Centro Histórico de Angra do Heroísmo, classificado pela UNESCO como Património Mundial desde 1983. Encontra-se classificada como Monumento Regional e tem servidão ambiental por se encontrar inserida na Paisagem Protegida do Monte Brasil.
Os visitantes podem usufruir, além das trilhas demarcadas nas encostas do Monte Brasil, visitas acompanhadas pelos militares do forte em sua parte histórica.

## Características
A atual estrutura cobre uma superfície de cerca de 1,3 quilómetros quadrados e é constituída por um núcleo principal, fechado no istmo, pelo lado de terra (norte), por uma cortina abaluartada na cota de 111,5 metros acima do nível do mar. Essa muralha, com três baluartes e dois meio-baluartes, desenvolve-se num comprimento de cerca de 570 metros, erguendo-se a uma altura média de 15 metros, e apresentando 2,6 metros de largura em sua parte superior. Diante dela, em considerável extensão, foi escavado um fosso com largura média de dez metros e, em alguns trechos, de igual profundidade em relação à defesa exterior. O Monte Brasil é envolvido por cortinas de muralhas, integrando pequenos fortes ou baterias, alguns de construção anterior e outros já oitocentistas, exceto na escarpa virada a sul, onde apesar de naturalmente inacessível, os espanhóis construíram o Forte da Quebrada. No seu conjunto, a partir de cada uma de suas extremidades projectam-se duas outras cortinas que envolvem a península, com um perímetro de 5,1 km, defendido por uma estrutura que combina troços muralhados (a leste e a oeste da península onde o litoral é mais baixo) com fortes de defesa costeira (Forte da Quebrada) no topo das grandes falésias situadas a sul (algumas das quais com mais de  170 m a pique sobre o mar).

### Estrutura defensiva
A estrutura base da fortaleza ficou concluída por volta de 1636, sendo redenominada para São João Baptista após a Restauração da independência, em homenagem a D. João IV, altura em que também se substituem as armas na porta magistral que, depois de 30 de junho de 1654, é dedicada à Virgem da Conceição e recebe inscrição com o juramento do monarca de a tomar como padroeira do Reino, feito em 15 de março de 1646.
A fortaleza apresenta planta poligonal irregular, com traçado abaluartado, desenhada de acorco com os cânones da poliorcética e anti-poliorcética da «Escola Italiana» de que o seu principal projetista, o arquitecto e engenheiro militar toscano Tiburzio Spannocchi, foi um dos maiores cultores. A fortaleza é uma estrutura complexa que aproveita a topografia península do Monte Brasil, com uma área de 1,3 km2 e cerca de 5,1 km de perímetro, sendo constituída por: (1) uma estrutura abaluartada, volta a norte e cortando integralmente o istmo que liga a península à ilha, sobranceira à cidade de Angra, que se estende de noroeste para sueste, desde a falésia do Fanal, a oeste, até à Figueirinha, a leste e já sobre a baía de Angra, com cerca de 700 m de extensão em linha recta, mas com 1515 m de muralhas externas quando se considera a estrutura poligonal dos baluartes; (2) uma cortina de muralhas com cerca de 840 m de comprimento, complementada por pequenos fortes e batarias, que se estende ao longo do litoral oeste a península, bordejando a baía do Fanal, desde o baluarte de Santa Catarina, na extremidade noroeste da estrutura, e o Forte de São Diogo, na base da escarpa sudoeste do Monte Brasil; (3) uma cortina de muralhas, também complementada por diversos forte e fortins, que se estende por cerca de 980 m de comprimento, desde o baluarte de Santa Luzia, na Figueirinha, ao longo do litoral da baía de Angra, até ao Forte de Santo António, na base da escarpa sueste do Monte Brasil; e (4) uma estrutura defensiva descontínua, centrada no Forte da Quebrada, sobre a grande falésia que constitui a costa sul do Monte Brasil.
Baluartes voltados sobre a cidade
A estrutura abaluartada que corta o istmo, e que se agiganda sobre a cidade, é de longe a mais majestosa, composta por dois meios baluartes, dispostos nos extremos, e três baluartes, um deles pouco avançado, com orelhões muito marcados e praças baixas acedidos por túnel, interligados por cortinas, formando uma frente abaluartada virada à cidade, com paramentos em talude e a escarpa exterior em alvenaria de pedra, coroados por cordão e parapeito liso. A estrutura de merlões e canhoneiras que na actualidade encima as muralhas corresponde a uma alteração feita em 1763, já seguindo os preceitos técnicos introduzidos na poliorcética pela escola de Sébastien Le Prestre de Vauban.
O núcleo mais avançado daquela estrutura é circundado por um fosso, bastante pronunciado, que permite que o perfil visível a partir da cidade fosse esbatido, apesar da grande altura, com amplas covas de lobo escavadas na rocha, estrada coberta com tenalha e obras facetadas e esplanada.
O projeto inicial contemplava uma só porta magistral, a norte, com portal em arco de volta perfeita, inserido entre pilastras ornadas com losangos, sustentando um largo espaldar com inscrição e brasão, entre pináculos sobre plintos. Esta porta era acedida por ponte levadiça, que atualmente se encontra substituída por um pontão de cantaria sobre arcos.
Como adição ao projecto inicial foi construída uma porta secundária, ora conhecida por Porta dos Carros e no presente a única entrada de viaturas para o Monte Brasil. Esta porta encontra-se completamente despojada de elementos decorativos, sendo protegida por luneta, danificada durante o cerco de 1641-1642, e depois substituída por uma obra facetada.
Cortinas laterais
O Monte Brasil é envolvido nas suas costas oeste e leste por cortinas de muralhas, integrando pequenos fortes ou baterias, alguns de construção anterior e outros já oitocentistas, exceto na escarpa virada a sul, onde apesar de naturalmente inacessível, foi instalado, logo aquando da construção da fortaleza, o Forte da Quebrada e diversos parapeitos e trincheiras. As cortinas de muralhas laterais desenvolvem-se nas costas do Monte Brasil, envolvendo a península a este e a oeste, adaptadas ao declive do terreno, com paramentos em talude e escarpa exterior em alvenaria de pedra irregular, coroados por parapeito de merlões e canhoneiras abertas em ritmo incerto ou, na frente oeste, por cordão e parapeito liso.
Na costa oeste, sobre a baía do Fanal, a cortina inicia-se a partir da re-entrância oeste do Monte Brasil, imediatamente a sul do Cais dos Soldados. Esta cortina, denominada de São Diogo, aparentemente uma homenagem ao então já falecido D. Diogo, filho de Filipe II de Espanha. A cortina integra o Reduto de Santa Teresa, o de Santa Cruz e o de São Gonçalo, o Forte do General Saldanha, a bateria da Fidelidade, o Forte do Zimbreiro e a bateria da Constituição.
Na costa leste, sobre a baía de Angra, a cortina inicia-se a partir do baluarte de Santa Luzia, sobranceiro ao Cais da Figueirinha, e integra os redutos dos Dois Paus, o reduto de São Francisco, o Forte de São Benedito ou dos Três Paus, o Reduto de Santo Inácio e o Forte de Santo António. Na zona terminal desta cortina está o farolim da Ponta de Santo António, com a respectiva casa de faroleiros, e o nicho de Santo António dos Artilheiros.

### Baluartes
Os cinco baluartes que reforçam a muralha no istmo, de Oeste para Leste, são respectivamente:
- Baluarte de Santa Catarina, sobre a rocha do Fanal, com sete canhoneiras. Em seu ângulo saliente ergue-se o chamado Torreão dos Mosquitos coroando uma vigia abobadada, outrora utilizada como paiol de bateria. É ligada por uma cortina de dois lances, em diferentes níveis, onde se abrem quatro canhoneiras, ao
- Baluarte de de São Pedro, à esquerda do Portão de Armas, com quinze canhoneiras. Em seu ângulo esquerdo também tem um paiol de bateria. Seguia-se-lhe uma extensa cortina de dois lances onde, em 1766, se abriam seis canhoneiras no troço da esquerda, e sete no da direita. Essas canhoneiras não chegaram até aos nossos dias. À cortina, à direita do Portão de Armas[18], liga-se o
- Baluarte da Boa Nova, com dezasseis canhoneiras. Em seu ângulo saliente existem dois paióis, encimados pelo chamado Torreão da Bandeira, onde se levanta o mastro da bandeira da fortaleza. A face deste baluarte, debruçada sobre a baía de Angra, no contexto das Guerras Liberais, passou a denominar-se Bateria de D. Pedro IV, conforme inscrição epigráfica em lápide de mármore. A cortina que se lhe segue estava artilhada com seis peças. No contexto das Guerras Liberais esta cortina passou a denominar-se Bateria de D. Maria II, conforme outra inscrição epigráfica ali colocada. No limite sul desta cortina existe uma casamata, denominada de Bateria de Malaca, por ali ter existido, outrora, uma peça de bronze do calibre 36 oriunda da Fortaleza de Diu, recolhida a Lisboa em 22 de julho de 1771. Dessa bateria, por sobre o arco do Portão de Armas, descendo-se uma escada para um antigo jardim onde há uma canhoneira, alcança-se o
- Baluarte do Espírito Santo, sobre o chamado Campo do Relvão, onde se abrem quatro canhoneiras e três paióis - um a meio e dois nos ângulos -, ligando-se, por sua vez, a uma cortina com seis canhoneiras e um paiol, cortina essa que termina no
- Baluarte de Santa Luzia, com cinco canhoneiras e um paiol, que se continua por dois troços de cortina em planos descendentes, cada uma a sua canhoneira e, no último, um paiol. Neste baluarte foi construído, em 1849, um paiol conhecido como Paiol Novo. Também se ergue, neste baluarte, o edifício do antigo Laboratório de Artilharia, que substituiu o antigo, mais amplo, destruído por violento incêndio em 7 de maio de 1821, com cinco vítimas fatais.

No flanco esquerdo da fortaleza, junto ao Baluarte de Santa Catarina, sobre a baía do Fanal, existe ainda a chamada Bateria do Arsenal, com cinco canhoneiras.
O Baluarte de Santa Luzia liga-se à cortina de Santo António, ao longo da costa leste do Monte Brasil, com aproximadamente um quilómetro de extensão, onde se inscrevem, no sentido Norte-Sul:
- a Porta do Portinho Novo e
- a Porta do Cais da Figueirinha
- o Reduto dos Dois Paus;
- o Reduto de São Francisco;
- o Forte de São Benedito do Monte Brasil (Reduto dos Três Paus);
- o Reduto de Santo Inácio; e
- o Forte de Santo António do Monte Brasil.

No lado Sudeste da península, voltado a mar aberto, a defesa é proporcionada pelo Forte da Quebrada. Em posição dominante no lado Sudoeste encontra-se a Vigia da Baleia. A cortina do lado Oeste, que também se estende por cerca de um quilómetro, compreende, no sentido Sul-Norte:
- a Bateria da Constituição;
- o Forte de São Diogo do Monte Brasil (Forte do Zimbreiro);
- a Bateria da Fidelidade;
- o Reduto General Saldanha;
- o Reduto de São Gonçalo;
- o Reduto de Santa Cruz;
- o Reduto de Santa Teresa; e
- o Cais do Castelo, na baía do Fanal.

No recinto da fortaleza, abrem-se quatro cisternas:
- no interior do castelo, com capacidade para 1 500 metros cúbicos;
- no interior do Forte de Santo António;
- no interior do Forte da Quebrada; e
- na cortina do Forte do Zimbreiro, onde foi escavada uma gruta, de cuja abóbada escorre água durante todo o ano.

### Igreja de São João Baptista do Castelo

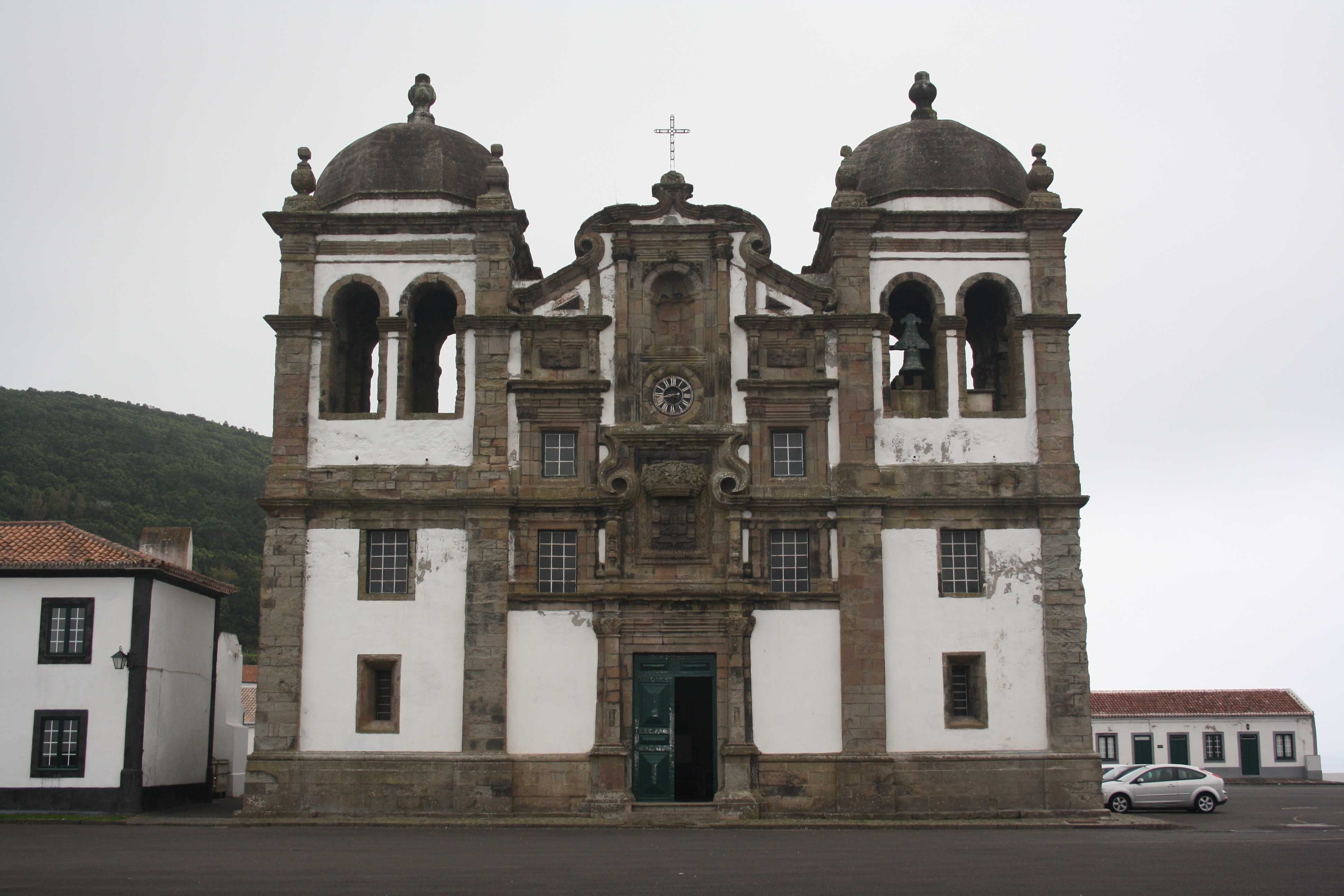
Igreja de São João Baptista em 2014.

A igreja de São João Baptista, ou igreja do castelo como é popularmente conhecida, está situada dentro das muralhas do castelo com o mesmo nome, delimitando a sul a praça de armas da fortaleza. Aquele templo foi mandado concluir pelo rei D. João IV em 1645. Foi o primeiro monumento comemorativo da Restauração da Independência de Portugal, do poder da coroa espanhola.
Trata-se de um edifício de fachada barroca, com portal de colunelos e dominada por duas pesadas torres sineiras, sendo um dos principais edifícios que se erguem no interior da fortaleza. Situada na praça de armas, pavimentada com asfalto, a Igreja de São João Batista foi construída no enfiamento da porta magistral, com a casa do governador, a noroeste, e a Capela de Santa Catarina, a nordeste.
A Igreja de São João Baptista é um exemplo da utilização das rochas vulcânicas que se encontram nas imediações de Angra do Heroísmo. Construída no século XVII, apresenta três tipos de pedra vulcânica na sua constituição: traquito, tufo basáltico fortemente palagonitizado e tufo surtseiano (hialoclastito). Percebe-se que a utilização dos diferentes tipos de pedra na igreja teve várias abordagens ao longo do tempo, quer por facilidade de transporte quer por opção arquitetónica, tornando o conjunto bastante heterogéneo, o que se reflete na estética da igreja e na sua conservação, visto que cada uma das diferentes pedras tem comportamentos diferentes face aos vários agentes de degradação e graus de evolução das patologias também diferentes.

## Curiosidades
- Acredita-se que esta seja a maior fortaleza construída por Portugal em todo o mundo;
- Estava guarnecida, à época, por mil e quinhentos homens de primeira linha e artilhada com cerca de quatrocentas peças dos diversos calibres;
- A contaminação das águas das suas amplas cisternas estará na origem do surto epidêmico que dizimou a guarnição espanhola, precipitando a sua rendição em 1642;
- Sobre o Portão de Armas inscrevem-se o escudo com as armas portuguesas (em substituição às armas filipinas) e uma lápide evocativa da consagração de Portugal à Imaculada Conceição, ambas as pedras colocadas após a rendição espanhola;
- O acesso primitivamente era por um passadiço de madeira sobre o fosso, posteriormente substituído por uma ponte em cantaria de dez arcos, interrompida junto à muralha para dar lugar a uma ponte levadiça;
- Escavado no tufo vulcânico, a seguir à entrada, localiza-se o Corpo da Guarda, com as antigas prisões filipinas, abandonadas no século XVIII, e reutilizadas após o golpe militar de 28 de Maio de 1926, momento em que a fortaleza foi utilizada como prisão política;
- Na Praça de Armas, ergue-se à direita o Palácio do Governador, levantado sobre um primeiro pavimento escavado no tufo – a cavalariça –, de construção espanhola;
- Em seu interior foi erguida, em 1645, a primeira igreja no país, após a Restauração da Independência Portuguesa;
- No edifício anexo ao Palácio do Governador viveu D. Afonso VI, em seu exílio, entre 1669 e 1674;
- Constitui-se no aquartelamento de tropas operacionais mais antigo em território português, com uma permanência ininterrupta de quatro séculos;
- O Regimento de Angra do Heroísmo (RG1), é a organização militar mais Ocidental de Portugal e da Europa.